# The Winds of Winter (Game of Thrones)
"The Winds of Winter" (em português: Os Ventos do Inverno) é o décimo e último episódio da sexta temporada da série de televisão de fantasia Game of Thrones da HBO, e a sexagésima no geral. Foi escrito pelos co-criadores da série David Benioff e D. B. Weiss, e dirigido por Miguel Sapochnik. O episódio foi o mais longo da história do programa, até aquele momento, com um tempo de execução de 68 minutos. 
"The Winds of Winter" recebeu elogios da crítica, listando-o como um dos melhores episódios da série. Os críticos elogiaram a explosão do Grande Septo, o desempenho de Lena Headey, a vingança de Arya nos Freys, a resolução do flashback da Torre da Alegria e Daenerys indo para Westeros como destaques do episódio. Nos Estados Unidos, o episódio alcançou uma audiência de 8,89 milhões em sua transmissão inicial, tornando-o o episódio mais bem classificado na história da série na época. Foi indicada a vários prêmios, incluindo Headey, para o Emmy de Melhor Atriz Coadjuvante, e ganhou o Emmy por Trajes de Destaque.
Este episódio marca a aparição final de Natalie Dormer (rainha Margaery Tyrell), Dean-Charles Chapman (rei Tommen Baratheon), Finn Jones (Sor Loras Tyrell), Eugene Simon (Lancel Lannister), Ian Gelder (Kevan Lannister), Jonathan Pryce (O Alto Pardal), Roger Ashton-Griffiths (Mace Tyrell), Julian Glover (Grande Meistre Pycelle) e Michiel Huisman (Daario Naharis).

## Enredo

### Nas Gêmeas
Walder Frey comemora a retomada de Correrrio com os Lannisters. Algum tempo depois, Walder janta sozinho, se perguntando por que seus filhos ainda não chegaram. Sua criada revela que ela os assou na torta de carne que ele estava comendo e depois remove o rosto para revelar que ela é Arya Stark, antes de cortar a garganta de Walder.

### Em Porto Real
No dia dos julgamentos de Cersei e Loras, o Alto Pardal, a Fé e a corte se reúnem no Grande Septo de Baelor. No entanto, Cersei permanece em seus aposentos, enquanto Sor Gregor impede o rei Tommen de deixar seus aposentos. Enquanto isso, Qyburn convoca Grande Maester Pycelle para seu laboratório, onde seus pequenos espiões esfaqueiam Pycelle até a morte.
Loras confessa seus crimes e aceita renunciar a seu nome e título e se une aos Militantes da Fé. Depois que Cersei não aparece, Lancel é enviado para recuperá-la. Lancel segue um dos espiões de Cersei até embaixo do Septo e encontra um esconderijo prestes a explodir com chama-viva, mas é esfaqueado antes que ele possa desarmar o esconderijo. Dentro do Septo, a rainha Margaery, ao perceber que Cersei certamente preparou uma armadilha, avisa a multidão para sair, mas o Pardal Alto impede que alguém saia. O incêndio acende e destrói o Grande Septo, matando todos dentro. O único sobrevivente da destruição da Fé Militante é a Septa Unella, a quem Cersei deixa com Sor Gregor para ele possa torturá-la. Tommen após testemunhar a explosão do Septo da Fortaleza Vermelha e ser informado da morte de Margaery, ele tira a própria vida pulando de uma janela. Cersei ordena que Qyburn faça a cremação dos restos mortais de seu filho e espalhe as cinzas nas ruínas do Grande Septo, onde Joffrey, Myrcella e Tywin foram enterrados.
Quando Jaime e Bronn retornam das Terras Fluviais, eles veem as ruínas ardentes do Grande Septo. Jaime chega posteriormente a Fortaleza Vermelho para testemunhar Cersei sendo coroada Rainha dos Sete Reinos.

### Em Vilavelha
Quando Sam e Gilly chegam em Vilavelha, testemunham a Cidadela liberando incontáveis corvos brancos para anunciar a chegada do inverno. Eles se reportam à Cidadela, e Sam está programado para se encontrar com o Archmaester. Enquanto isso, Sam recebe acesso à biblioteca.

### Em Winterfell
Davos confronta Melisandre sobre a morte de Shireen. Melisandre admite ter queimado Shireen viva, mas ressalta que ela fez isso pelo Senhor da Luz. Davos rebate dizendo que Stannis foi derrotado de qualquer maneira e que as ações de Melisandre foram inúteis, forçando-a a admitir que estava errada. Davos pede permissão a Jon Snow para executar Melisandre, mas ela responde que será útil na próxima guerra contra os Caminhantes Brancos. Jon exila Melisandre do Norte e ele e Davos ameaçam executá-la se ela voltar. Mais tarde, Jon e Sansa discutem quem liderará as forças unidas dos Stark.
Mindinho encontra-se em particular com Sansa no bosque dos deuses. Ele revela que seu objetivo final é sentar no Trono de Ferro com Sansa ao seu lado. Sansa rejeita sua oferta e sai.
Mais tarde, Jon reúne os vários senhores do norte, os Cavaleiros do Vale e o Povo Livre para planejar a luta contra os Caminhantes Brancos. Lyanna Mormont envergonha os senhores do norte que não foram em auxílio de Jon. Todos os senhores presentes (exceto, para preocupação de Sansa, Mindinho) declaram Jon relutante, o novo Rei do Norte.

### Em Dorne
Olenna Tyrell se encontra com Ellaria Sand e as Serpentes da Areia sobre a possibilidade de uma aliança contra Cersei. Para surpresa de Olenna, Ellaria apresenta Varys, que oferece vingança a Olenna ao se aliar a Daenerys.

### Além da Muralha
Bran, Meera e Benjen chegam perto da Muralha. Benjen se despede, pois a proteção mágica da Muralha também o impede de passar. Meera ajuda Bran a chegar até uma árvore e ele volta à visão de Ned Stark na Torre da Alegria. Ned encontra sua irmã Lyanna coberta de sangue desde o parto. Com seu último suspiro, Lyanna pede a Ned que proteja seu filho, principalmente de Robert Baratheon, a quem ela insiste que matará seu filho se ele conhecer sua verdadeira paternidade. Ned recebe o bebê, que é revelado como Jon Snow.

### Em Meereen
Daenerys Targaryen informa a Daario que ele não a acompanhará a Westeros, pois ela precisa que ele mantenha a ordem em Meereen enquanto ela invade Westeros. Daario está relutante, admitindo seu amor por ela, mas cumpre. Daenerys proclama Tyrion, o Mão da Rainha, e os dois, juntamente com suas extensas forças de Essos e suas novas alianças dos Nascidos do Ferro, Dorne e Jardim de Cima, finalmente partem para Westeros em uma armada maciça, com seus dragões voando acima.